# Tobias Kainz
Tobias Kainz (Feldbach, 31 oktober 1993) is een Oostenrijks voetballer die als middenvelder speelt.

## Clubcarrière
Nadat Kainz in 2008 naar de jeugdopleiding van Heerenveen kwam speelde hij ruim twee jaar in de jeugd. Op 15 mei 2011 maakte hij zijn debuut in de wedstrijd tegen Roda JC Kerkrade. Echter heeft was zijn ontwikkeling niet goed genoeg om door te stromen naar het eerste elftal. Daardoor werd op 31 augustus 2012 zijn contract ontbonden en keerde Kainz weer terug naar Oostenrijk. Hij was Oostenrijks jeugdinternational.